# Steamboat Rock, Iowa
Steamboat Rock là một thành phố thuộc quận Hardin, tiểu bang Iowa, Hoa Kỳ. Năm 2010, dân số của thành phố này là 310 người.

## Dân số
Dân số qua các năm:
- Năm 2000: 336 người.
- Năm 2010: 310 người.